# Natació als Jocs Olímpics d'estiu de 2012 - relleus 4x100 metres lliures masculins
La prova dels relleus 4x100 metres lliures masculins dels Jocs Olímpics d'Estiu de 2012 es va disputar el 29 de juliol al London Aquatics Centre.

## Rècords
Abans de la prova els rècords del món i olímpic existents eren els següents:
| Rècord del món | Estats Units · Michael Phelps (47.51) · Garrett Weber-Gale (47.02) · Cullen Jones (47.65) · Jason Lezak (46.06) | 3:08.24 | 11 d'agost de 2008 | Pequín (Xina) | [ 2 ] [ 3 ] |
| Rècord olímpic | Estats Units · Michael Phelps (47.51) · Garrett Weber-Gale (47.02) · Cullen Jones (47.65) · Jason Lezak (46.06) | 3:08.24 | 11 d'agost de 2008 | Pequín (Xina) | -           |

No es produeix cap rècord durant la competició.

## Medallistes
| Or | Plata | Bronze |
| França · Amaury Leveaux, Fabien Gilot · Clément Lefert, Yannick Agnel · Alain Bernard*, Jeremy Stravius* | Estats Units · Nathan Adrian, Michael Phelps · Cullen Jones, Ryan Lochte · James Feigen*, Matt Grevers* · Ricky Berens*, Jason Lezak* | Rússia · Andrei Gretxin, Nikita Lobintsev · Vladímir Morozov, Danila Izotov · Evgeny Lagunov*, Sergei Fesikov* |

Els indicats amb un * sols van prendre part en les sèries preliminars

## Resultats

### Sèries
| Pos. | Sèrie | Línia | País            | Nedadors                                                                                            | Temps   | Notes |
| ---- | ----- | ----- | --------------- | --------------------------------------------------------------------------------------------------- | ------- | ----- |
| 1    | 2     | 4     | Austràlia       | Cameron McEvoy (48.94) James Roberts (48.22) Tommaso D'Orsogna (47.78) James Magnussen (47.35)      | 3:12.29 | Q     |
| 2    | 1     | 5     | Estats Units    | Jimmy Feigen (48.49) Matt Grevers (47.54) Ricky Berens (48.52) Jason Lezak (48.04)                  | 3:12.59 | Q     |
| 3    | 2     | 3     | Rússia          | Andrei Gretxin (48.19) Evgeny Lagunov (48.34) Sergei Fesikov (48.68) Nikita Lobintsev (47.56)       | 3:12.77 | Q     |
| 4    | 2     | 4     | França          | Amaury Leveaux (48.61) Alain Bernard (48.31) Clément Lefert (48.14) Jeremy Stravius (48.32)         | 3:13.38 | Q     |
| 5    | 1     | 6     | Alemanya        | Benjamin Starke (48.96) Markus Deibler (47.99) Christoph Fildebrandt (48.44) Marco di Carli (48.12) | 3:13.51 | Q, NR |
| 6    | 1     | 2     | Bèlgica         | Dieter Dekoninck (48.79) Jasper Aerents (48.58) Emmanuel Vanluchene (48.55) Pieter Timmers (47.97)  | 3:13.89 | Q, NR |
| 7    | 2     | 3     | Sud-àfrica      | Roland Schoeman (49.00) Darian Townsend (48.26) Gideon Louw (47.92) Graeme Moore (48.75)            | 3:13.93 | Q     |
| 8    | 2     | 5     | Itàlia          | Luca Dotto (49.27) Andrea Rolla (49.46) Michele Santucci (48.85) Filippo Magnini (48.20)            | 3:15.78 | Q     |
| 9    | 2     | 2     | Brasil          | Nicolas Oliveira (49.31) Brunto Fratus (48.98) Nicholas Santos (49.68) Marcelo Chierighini (48.17)  | 3:16.14 |       |
| 10   | 1     | 7     | Canadà          | Brent Hayden (48.42) Colin Russell (48.67) Richard Hortness (49.12) Thomas Gossland (50.21)         | 3:16.42 |       |
| 11   | 1     | 1     | R.P. de la Xina | Lu Zhiwu (48.92) Zhang Enjian (49.57) He Jianbin (49.67) Shi Tengfei (48.84)                        | 3:17.00 |       |
| 12   | 2     | 6     | Regne Unit      | Simon Burnett (50.47) Grant Turner (48.31) James Disney-May (48.99) Craig Gibbons (49.31)           | 3:17.08 |       |
| 13   | 1     | 8     | Sèrbia          | Milorad Čavić (48.61) Velimir Stjepanović (49.13) Ivan Lenđer (50.58) Radovan Siljevski (50.47)     | 3:18.79 | NR    |
| 14   | 1     | 7     | Hongria         | Peter Bernek (50.29) Gergo Kis (50.68) Gabor Balog (51.47) Krisztian Takacs (49.47)                 | 3:21.91 |       |
| 15   | 2     | 1     | Veneçuela       | Cristian Quintero (49.77) Octavio Alesi (50.04) Marcos Lavado (52.59) Crox Acuña (50.28)            | 3:22.68 |       |

NR - Rècord nacional

### Final
| Pos.   | Línia | País         | Nedadors                                                                                            | Temps   | Notes |
| ------ | ----- | ------------ | --------------------------------------------------------------------------------------------------- | ------- | ----- |
| Or     | 6     | França       | Amaury Leveaux (48.13) Fabien Gilot (47.67) Clément Lefert (47.39) Yannick Agnel (46.74)            | 3:09.93 |       |
| Plata  | 5     | Estats Units | Nathan Adrian (47.89) Michael Phelps (47.15) Cullen Jones (47.60) Ryan Lochte (47.74)               | 3:10.38 |       |
| Bronze | 3     | Rússia       | Andrei Gretxin (48.57) Nikita Lobintsev (47.39) Vladimir Morozov (47.85) Danila Izotov (47.60)      | 3:11.41 |       |
| 4      | 4     | Austràlia    | James Magnussen (48.03) Matt Targett (47.83) Eamon Sullivan (47.68) James Roberts (48.09)           | 3:11.63 |       |
| 5      | 1     | Sud-àfrica   | Gideon Louw (48.48) Darian Townsend (48.36) Graeme Moore (48.36) Roland Schoeman (48.27)            | 3:13.45 |       |
| 6      | 2     | Alemanya     | Benjamin Starke (49.03) Markus Deibler (47.97) Christoph Fildebrandt (48.45) Marco di Carli (48.07) | 3:13.52 |       |
| 7      | 8     | Itàlia       | Luca Dotto (48.73) Marco Orsi (48.42) Michele Santucci (48.88) Filippo Magnini (48.10)              | 3:14.13 |       |
| 8      | 7     | Bèlgica      | Dieter Dekoninck (49.42) Jasper Aerents (48.34) Emmanuel Vanluchene (48.46) Pieter Timmers (48.18)  | 3:14.40 |       |